# Hrîhorivka, Starokosteantîniv
Hrîhorivka (în ucraineană Григорівка) este localitatea de reședință a comunei Hrîhorivka din raionul Starokosteantîniv, regiunea Hmelnîțkîi, Ucraina.

## Demografie
Componența lingvistică a localității Hrîhorivka
     Ucraineană (98,02%)
     Rusă (1,82%)
Conform recensământului din 2001, majoritatea populației localității Hrîhorivka era vorbitoare de ucraineană (98,02%), existând în minoritate și vorbitori de rusă (1,82%).